# هوبرت دشان
هوبرت دشان (فرانسوی: Hubert Deschamps‎؛ ‏ ۱۳ سپتامبر ۱۹۲۳ – ۲۹ دسامبر ۱۹۹۸) بازیگر اهل فرانسه بود.
از فیلم‌ها یا برنامه‌های تلویزیونی که وی در آن نقش داشته‌است، می‌توان به آتول کا، خالکوبی، رقص کن کن فرانسوی، آسانسوری به سوی قتلگاه، آتش سرکش، باشکوه و غریبه‌ای در خانه اشاره کرد.